# Hôtel Marvéjol
L’hôtel d'Aldéguier ou Marvéjol se situe au no 47 rue Pharaon, dans le centre historique de Toulouse. Il est construit en 1609 pour Antoine d'Aldéguier. Il est acheté en 1620 par le marchand Jean Marvéjol, qui fait modifier les élévations sur rue en 1634.

## Histoire
L'hôtel est inscrit au titre des monuments historiques par arrêté du 6 juillet 1925.